# Robbie Hooker
Robert Robbie Hooker (ur. 6 marca 1967) – australijski piłkarz występujący na pozycji obrońcy.

## Kariera klubowa
Hooker seniorską karierę rozpoczynał w 1986 roku w klubie Sydney City. W tym samym roku zdobył z nim NSL Cup. W 1987 roku odszedł do drużyny Sydney Olympic. W 1989 roku wywalczył z nim wicemistrzostwo NSL, a rok później zdobył mistrzostwo tych rozgrywek. W Sydney Olympic spędził 5 lat.
W 1992 roku Hooker przeszedł do ekipy West Adelaide. Jej barwy reprezentował również przez 5 lat. W 1997 roku odszedł do Sydney United. Po roku spędzonym w tym klubie, przeniósł się do Marconi Stallions, gdzie również spędził rok. Następnie grał w zespołach Canberra Cosmos, Football Kingz (Nowa Zelandia) oraz APIA Leichhardt Tigers, gdzie w 2003 roku zakończył karierę.

## Kariera reprezentacyjna
W reprezentacji Australii Hooker zadebiutował 9 września 1990 roku w przegranym 0:1 towarzyskim pojedynku z Koreą Południową. W 1996 roku znalazł się w drużynie na Puchar Narodów Oceanii. 1 listopada 1996 roku w wygranym 5:0 meczu tego turnieju z Tahiti strzelił pierwszego gola w kadrze narodowej. Australia została triumfatorem tamtego turnieju.
W 1997 roku Hooker został powołany do kadry na Puchar Konfederacji. Zagrał na nim tylko w meczu z Meksykiem (3:1). Tamten turniej Australia zakończyła na 2. miejscu.
W latach 1990–1998 w drużynie narodowej rozegrał w sumie 20 spotkań i zdobył 2 bramki.